# Polyacanthia strandi
Polyacanthia strandi là một loài bọ cánh cứng trong họ Cerambycidae.